# Anomala dissimilis
Anomala dissimilis är en skalbaggsart som beskrevs av Carsten Zorn 1998. Anomala dissimilis ingår i släktet Anomala och familjen Rutelidae. Inga underarter finns listade i Catalogue of Life.